# Placówki dyplomatyczne i konsularne w Polsce: K
Stan na: 23 grudnia 2024

## Kambodża

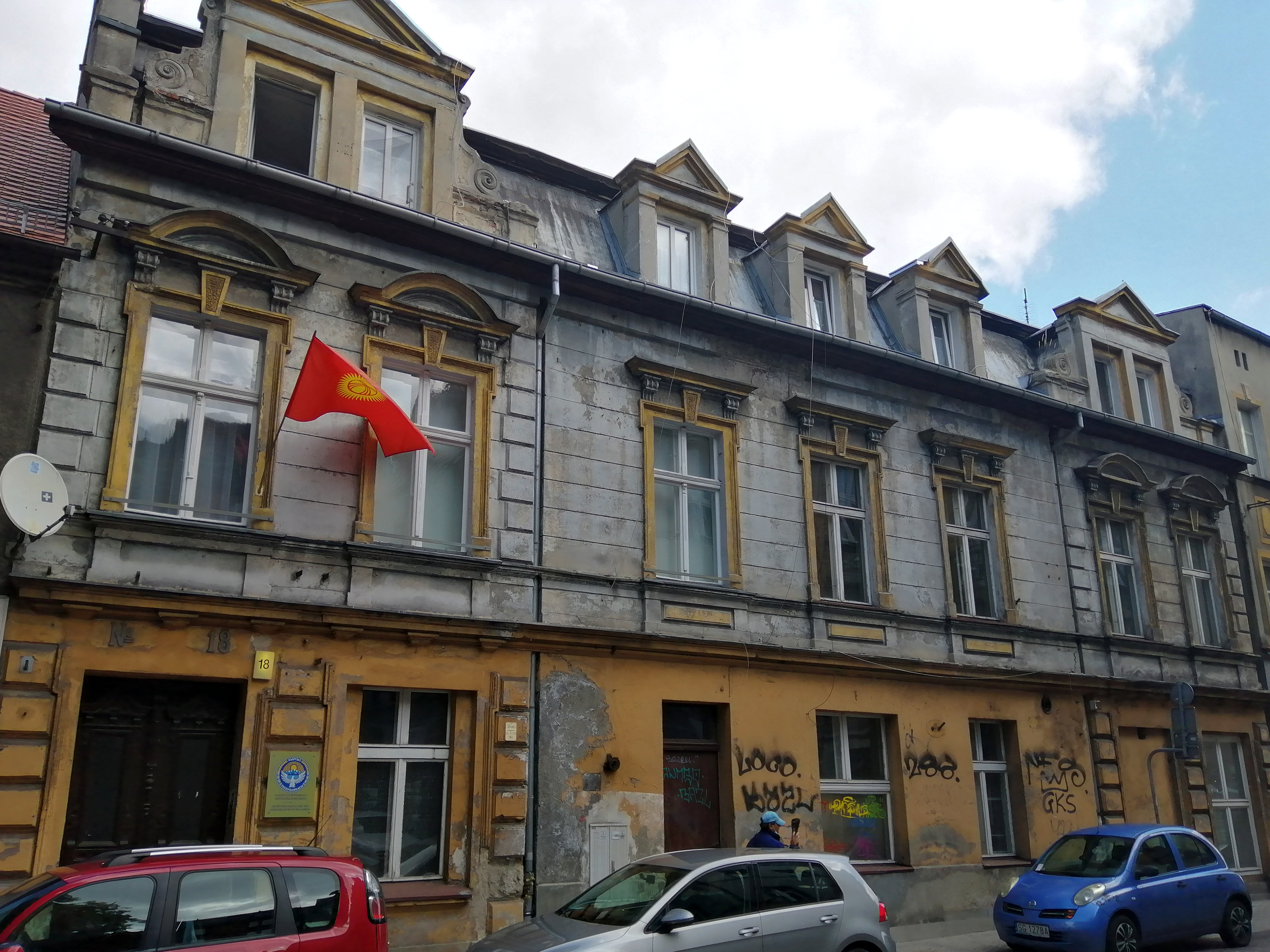
Konsulat Honorowy Republiki Kirgiskiej przy ul. Plebańskiej 18 w Gliwicach

Brak placówki – Polskę obsługuje Ambasada Królestwa Kambodży w Berlinie (Niemcy).

## Kamerun
Brak placówki – Polskę obsługuje Ambasada Republiki Kamerunu w Berlinie (Niemcy).

## Kanada
Ambasada Kanady w Warszawie

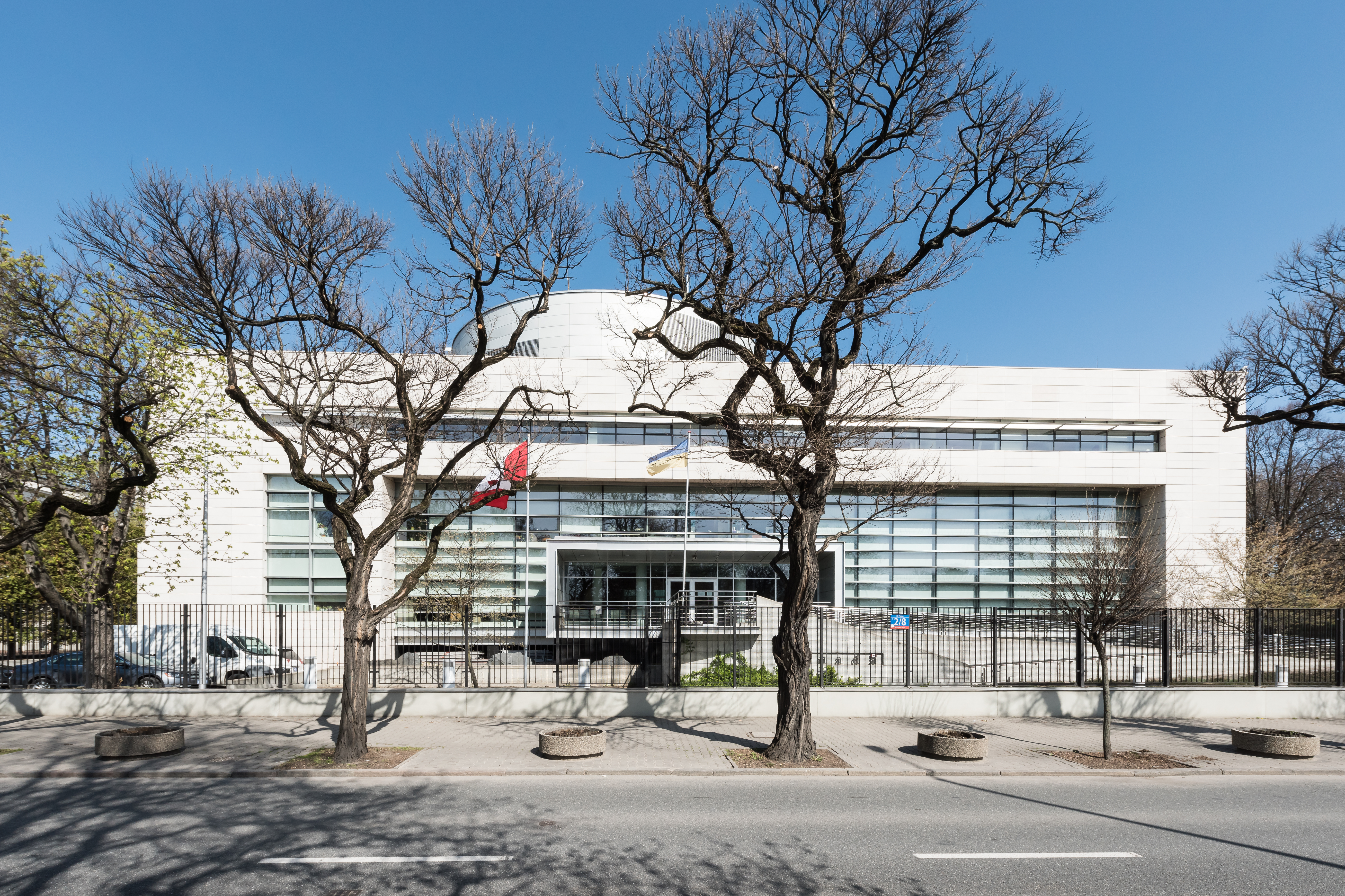
Ambasada Kanady przy ulicy Jana Matejki w Warszawie

- szef placówki: Catherine Godin (ambasador)
- Strona oficjalna

## Katar
Ambasada Państwa Katar w Warszawie

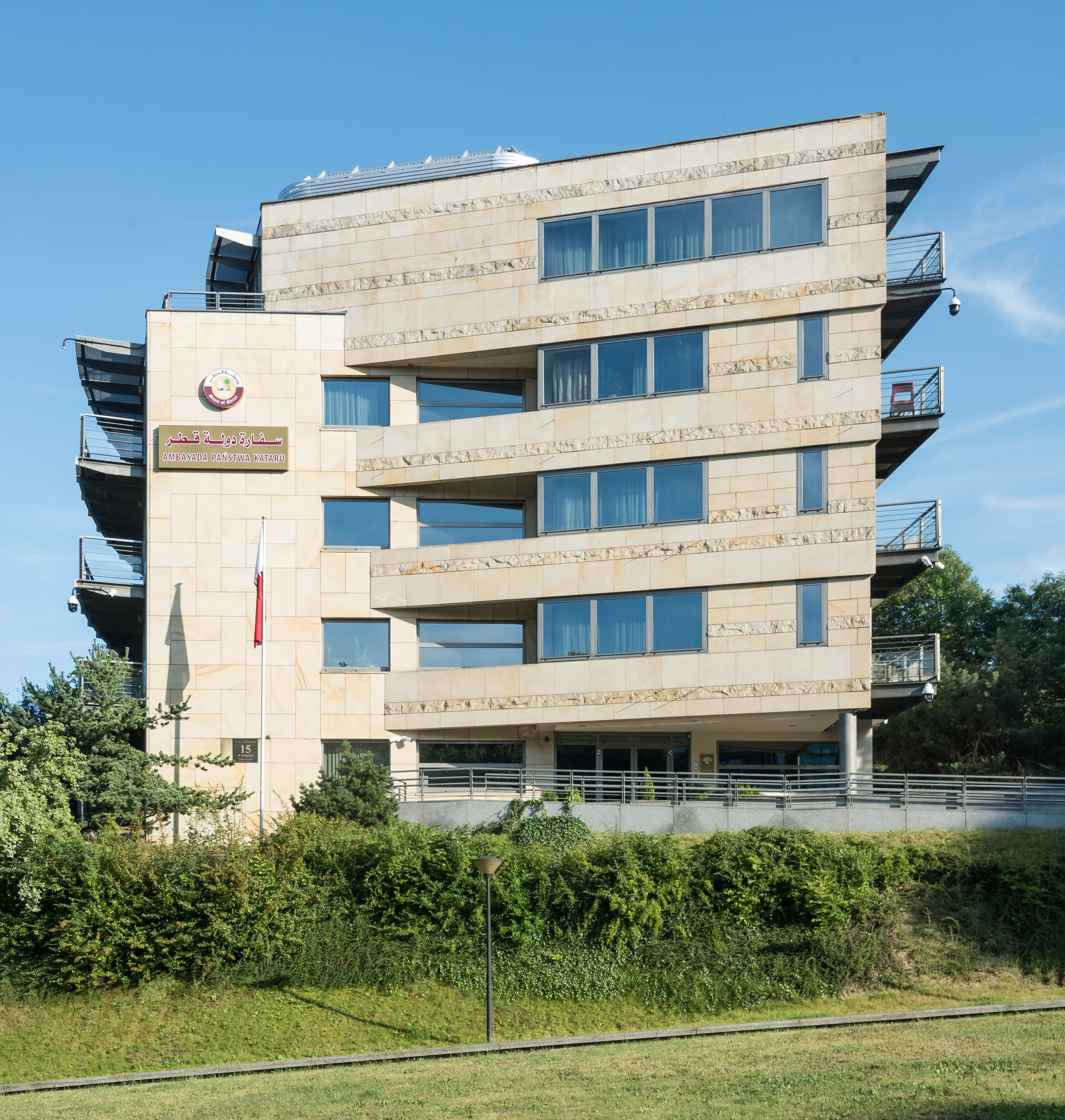
Ambasada Kataru w Warszawie przy ul. Książęcej 15

- szef placówki: Saoud Al-Mahmoud (ambasador)
- Strona oficjalna

## Kazachstan

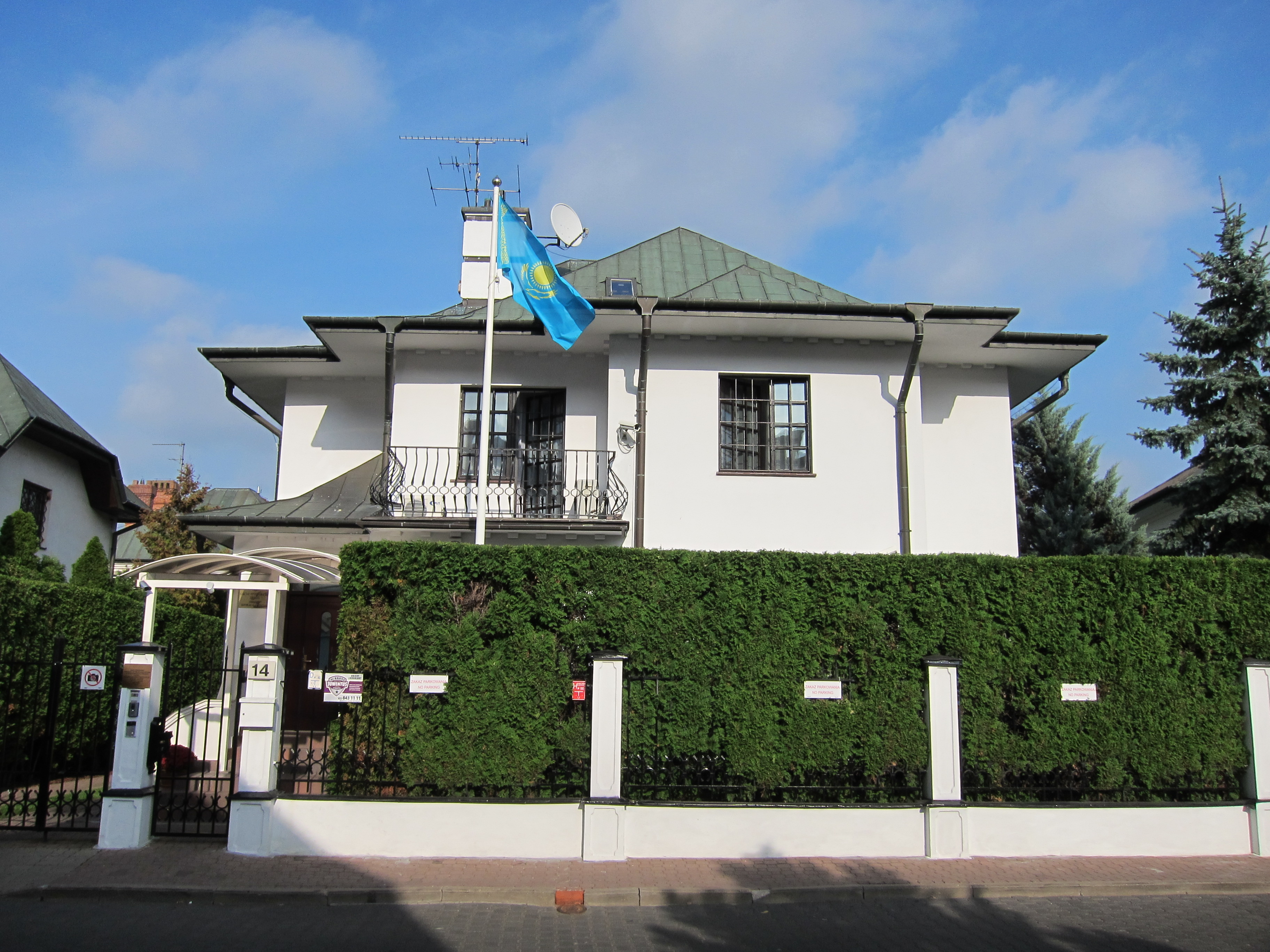
Siedziba ambasady Kazachstanu przy ulicy Królowej Marysieńki w Warszawie

Ambasada Republiki Kazachstanu w Warszawie
- szef placówki: Alim Kirabayev (ambasador)
- Strona oficjalna

Konsulat Honorowy Republiki Kazachstanu w Białymstoku
- szef placówki: Aleksander Prokopiuk (konsul honorowy)

Konsulat Honorowy Republiki Kazachstanu w Gdańsku
- szef placówki: Jerzy Starak (konsul honorowy)

Konsulat Honorowy Republiki Kazachstanu w Katowicach
- szef placówki: Artur Nizioł (konsul honorowy)
- Strona oficjalna

Konsulat Honorowy Republiki Kazachstanu we Wrocławiu
- szef placówki: Jerzy Bar (konsul honorowy)

## Kenia
Brak placówki – Polskę obsługuje Ambasada Republiki Kenii w Rzymie (Włochy).

## Kirgistan
Brak placówki – Polskę obsługuje Ambasada Republiki Kirgiskiej w Berlinie (Niemcy).
Konsulat Honorowy Republiki Kirgiskiej w Gliwicach
- szef placówki: Janusz Jacek Krzywoszyński (konsul honorowy)
- Strona oficjalna

## Kiribati
Brak stosunków dyplomatycznych.

## Kolumbia

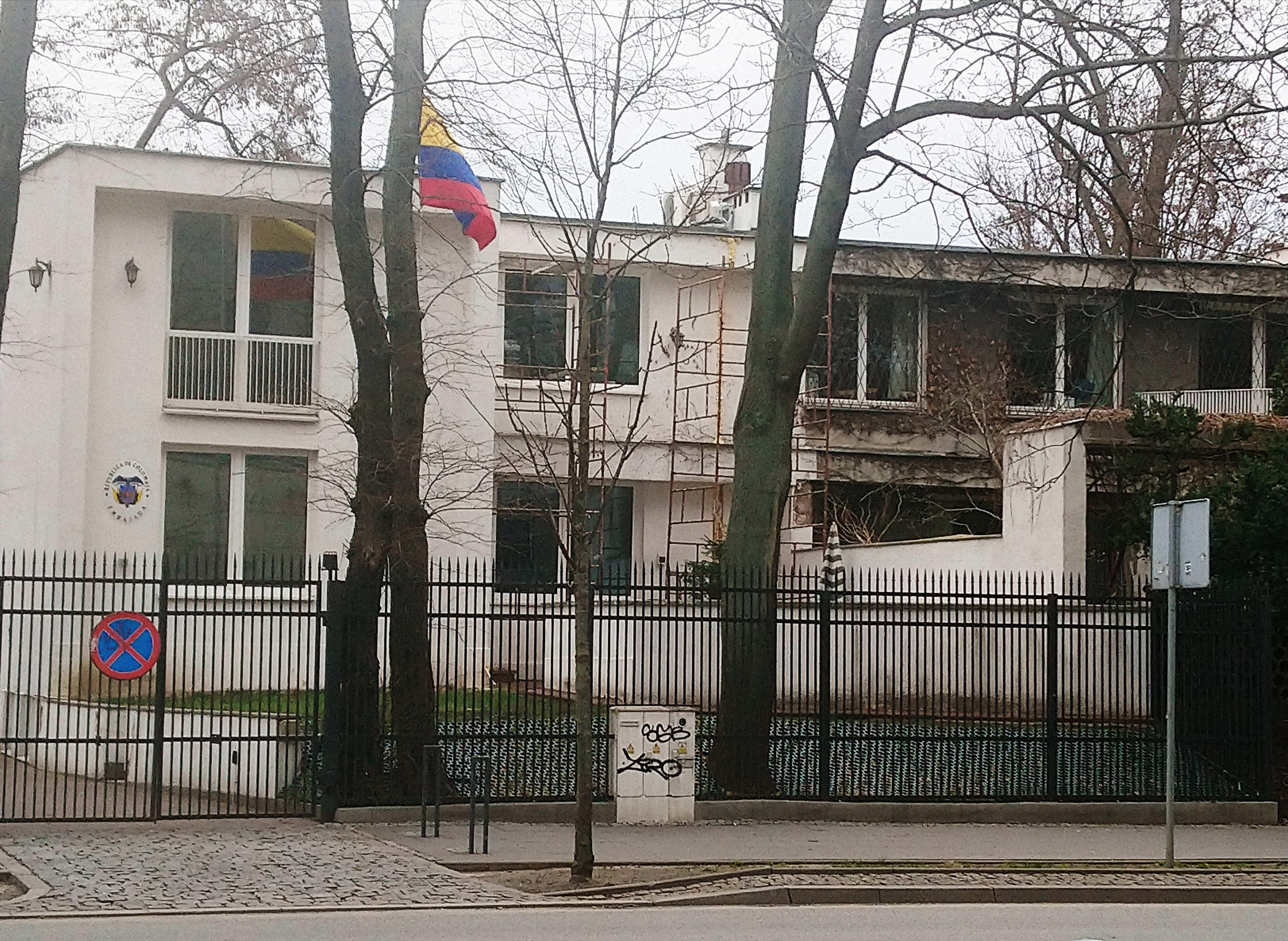
Budynek ambasady Kolumbii przy ulicy Zwycięzców w Warszawie

Ambasada Republiki Kolumbii w Warszawie
- szef placówki: Assad José Jater Peña (ambasador)
- Strona oficjalna

Konsulat Honorowy Kolumbii w Krakowie
- szef placówki: Joanna Natasza Wais (konsul honorowy)

## Komory
Brak placówki obsługującej Polskę.

## Kongo
Brak placówki – Polskę obsługuje Ambasada Republiki Konga w Berlinie (Niemcy).
Konsulat Honorowy Republiki Konga w Warszawie
- szef placówki: Robert Camille Enzanza (konsul honorowy)

## Korea Południowa

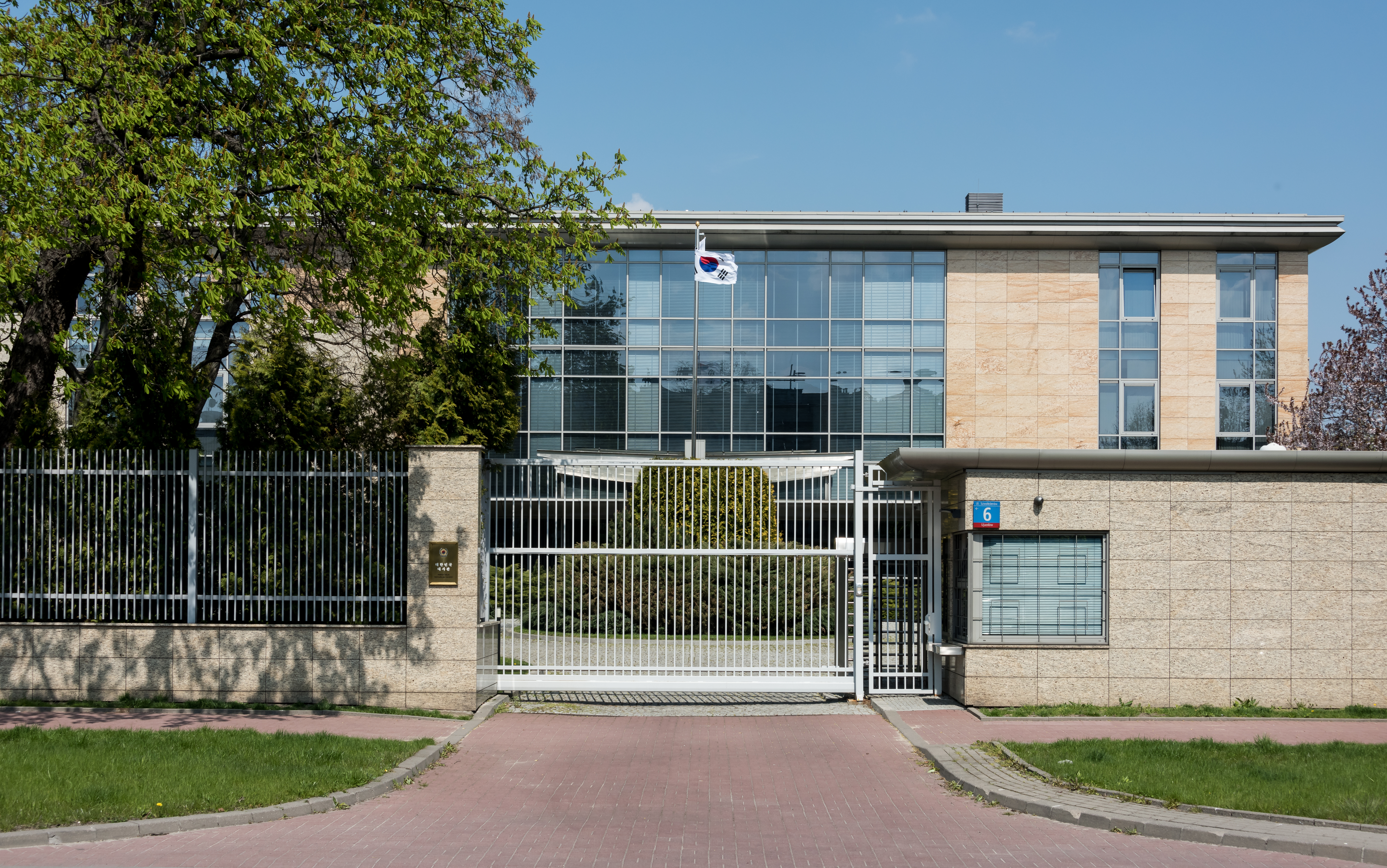
Siedziba ambasady Korei Południowej przy ulicy Szwoleżerów w Warszawie

Ambasada Republiki Korei w Warszawie
- szef placówki: Hoon-Min Lim (ambasador)
- Strona oficjalna

## Korea Północna

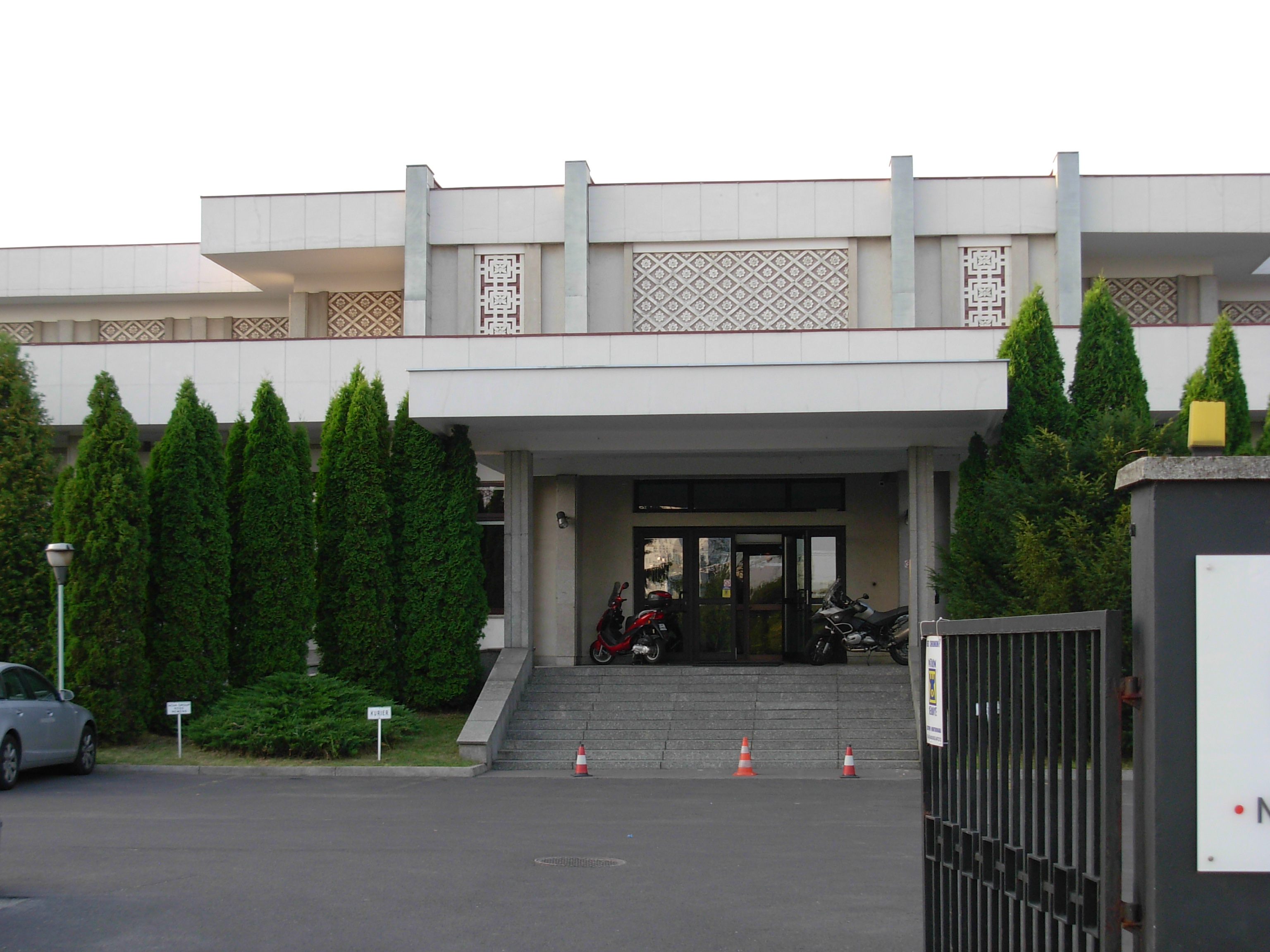
Siedziba ambasady KRL-D przy ulicy Bobrowieckiej w Warszawie

Ambasada Koreańskiej Republiki Ludowo-Demokratycznej w Warszawie
- szef placówki: Choe Il (ambasador)
- Strona oficjalna

## Kosowo

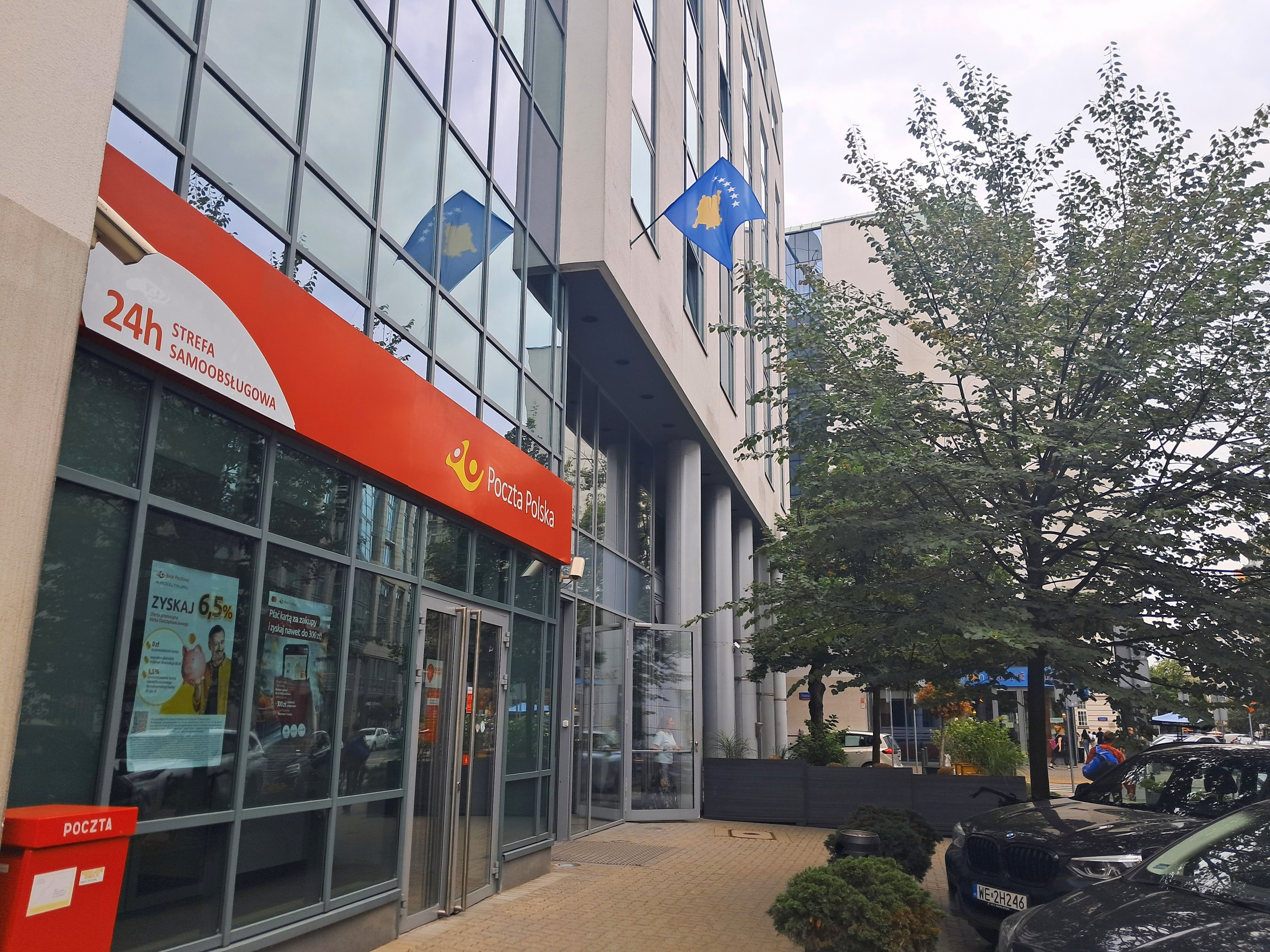
Biurowiec przy ul. Koszykowej 54, gdzie siedzibę ma Konsulat Generalny Republiki Kosowa

Konsulat Generalny Republiki Kosowa w Warszawie
- szef placówki: Drilon Gashi (konsul generalny)

## Kostaryka
Brak placówki – Polskę obsługuje Ambasada Republiki Kostaryki w Bernie (Szwajcaria).

## Kuba
Ambasada Republiki Kuby w Warszawie

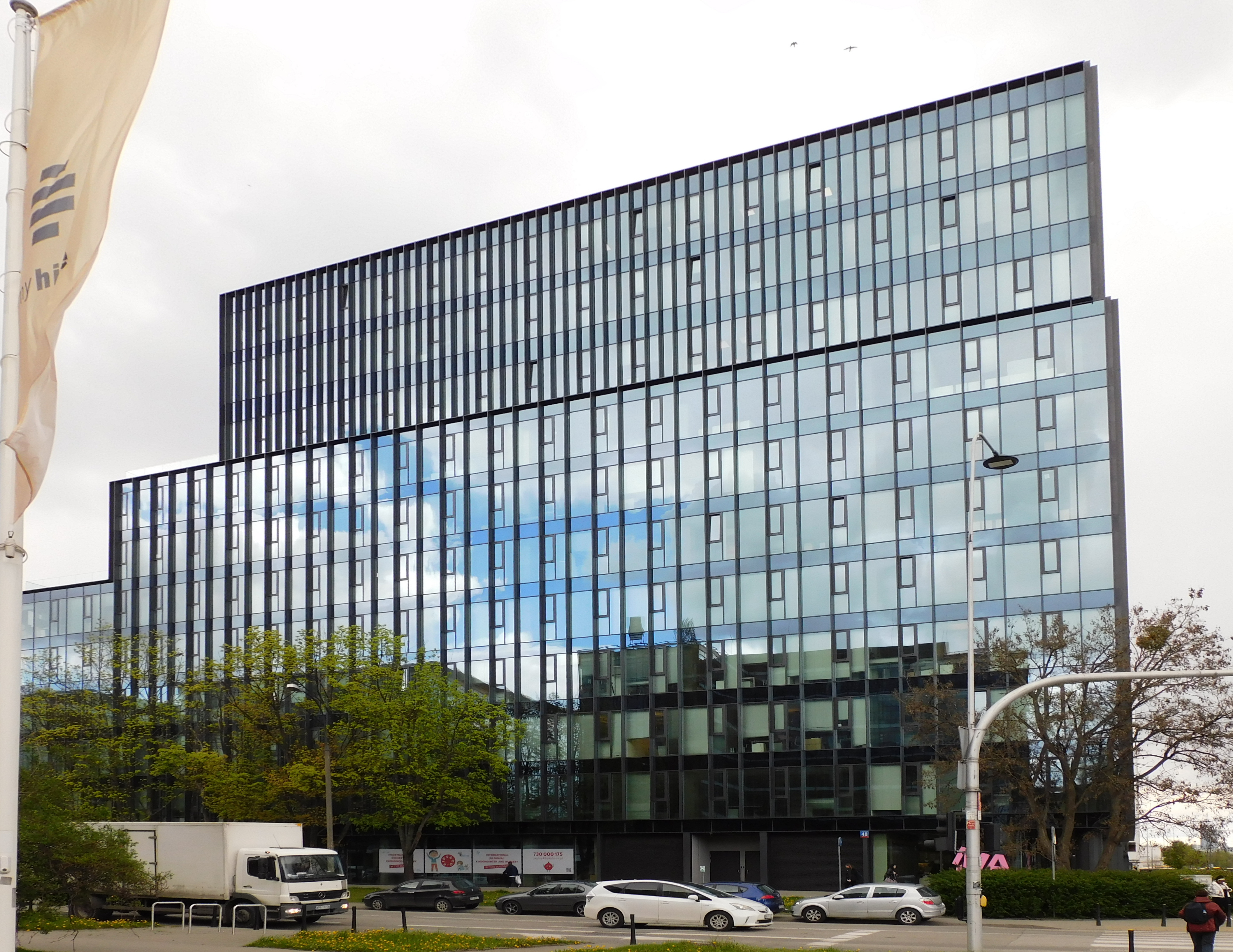
Biurowiec przy ul. Domaniewskiej 48, gdzie siedzibę ma Ambasada Kuby

- szef placówki: Margarita Valle Camino (ambasador)
- Strona oficjalna

## Kuwejt
Ambasada Państwa Kuwejt w Warszawie

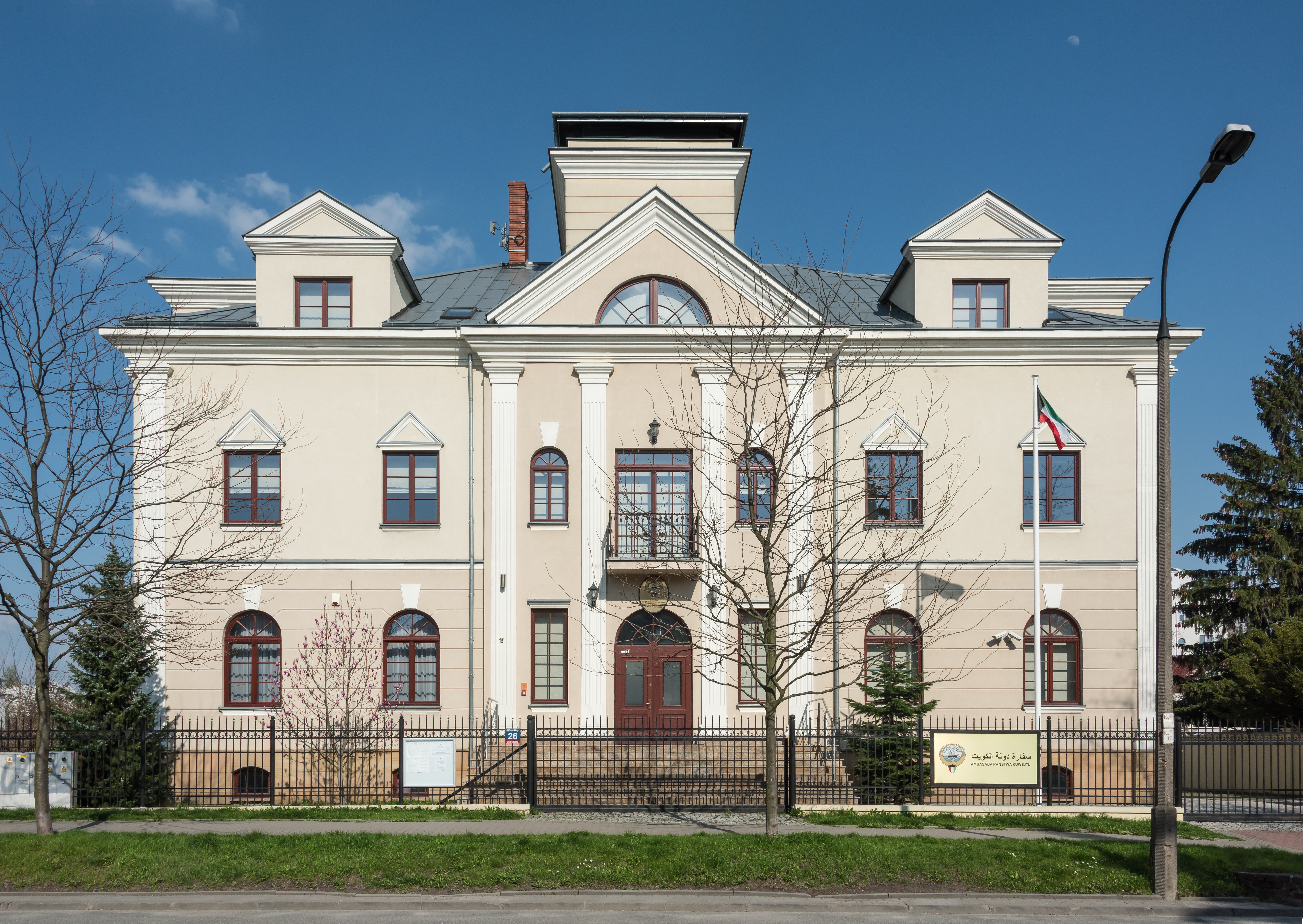
Ambasada Kuwejtu w Warszawie

- szef placówki: Saad Abdulaziz Mohammad Al-Mehaini (ambasador)